# Amne Ali
Amne Ali, född 22 juni 1990 i Skarpnäcks församling i Stockholm, är en svensk politiker (socialdemokrat), som var riksdagsledamot (tjänstgörande ersättare för Emanuel Öz) 1 mars–31 maj 2018 för Stockholms kommuns valkrets.
I riksdagen var hon suppleant i kulturutskottet och extra suppleant i konstitutionsutskottet.